# Francesco Angelo Casella
Francesco Angelo Casella (Napoli, ... – Napoli, ...; fl. XIX secolo) è stato un generale e politico italiano, primo ministro del Regno delle Due Sicilie.

## Biografia
Nel 1801 uscì dalla Real accademia militare della Nunziatella.
Fu quindi ufficiale dell'esercito del regno di Napoli murattiano, poi nel 1819 comandante di un reggimento borbonico di stanza a Palermo e quindi raggiunse il grado di tenente generale dell'esercito delle Due Sicilie. Sposò Antonietta Foresta dei marchesi della Scaletta.
Allo sbarco a Marsala dei Mille nel maggio 1860 era Intendente generale dell'esercito borbonico.
Il 7 settembre 1860 fu incaricato dal re Francesco II delle Due Sicilie di formare un nuovo governo, dove tenne anche il dicastero della guerra e gli affari esteri.
Esso ebbe breve vita e gli succedette Pietro Calà Ulloa, nel cui governo rimase Ministro della guerra, fino alla fine del regno a Gaeta il 13 febbraio 1861.
Il figlio Francesco Antonio (1819-1894) avvocato e magistrato, nel 1859 fu chiamato a reggere per pochi mesi il dicastero di Polizia generale del regno delle Due Sicilie.